# GamerGate-kontroversen
GamerGate var en løst organiseret online bevægelse motiveret af kvindehad og et backlash mod en progressiv udvikling i videospilsindustrien. Bevægelsen var mest aktiv mellem 2014 og 2015. Indledningsvis førte bevægelsen hetz mod spiludvikleren Zoë Quinn, som reaktion på rygter om hendes privatliv. Senere blev også kulturkritikeren Anita Sarkeesian og spiludvikleren Brianna Wu, samt et antal andre kvinder med tilknytning til computerspilbranchen, impliceret, hvorefter de, som resultat, modtog voldtægts- og dødstrusler og blev doxxet.
Bevægelsen var lederløs og uden officiel programerklæring. Tilhængere af GamerGate organiserede sig anonymt eller pseudo-anonymt på online fora såsom 4chan, 8chan, Internet Relay Chat og Reddit, og gennem hashtagget #gamergate på Twitter. Bevægelsens tilhængere hævdede, at deres mission var at sikre, at netpublikationer med fokus på videospil fulgte en god presseskik. Derudover stod de også i modstand til politisk korrekthed, og hvad de opfattede som feminismens voksende indflydelse på gamerkultur. I forbindelse med denne opfattelse spredte bevægelsen en konspirationsteori, som hævede, at der fandtes en undergravende sammensværgelse mellem feministiske kulturkritikere, videospilsudviklere og individuelle journalister. Flere kommentatorer mener, at bevægelsens fokus på presseskik blot fungerede som et dække for bevægelsens chikane mod Zoë Quinn og andre kvinder i videospilmiljøet.
Bevægelsen er blevet beskrevet som en kulturkamp omhandlende gamer-identiteten og diversitet i videospil.[kilde mangler] Videospilsbranchens reaktion på bevægelsens chikanekampagner har været at holde fokus på at minimere skader og undgå lignende situationer fremover. Som følge af GamerGate er der opstået et øget fokus på måder at håndtere internetchikane på.[kilde mangler]

## Baggrund

### Zoë Quinn ogDepression Quest
Den uafhængige spiludvikler Zoë Quinn var den første, der blev ramt af GamerGate-bevægelsens hetz. I 2013 udgav hun spillet Depression Quest, et tekstfokuseret spil, der gengav følelsen af depression gennem en række fiktive scenarier, delvist baserede på Quinns egne erfaringer med lidelsen. Spillet fik positive anmeldelser i medierne, men blev modtaget dårligt af visse gamere, der ikke brød sig om spillets afvigelse fra typiske computerspil, som vægter action. Quinn blev udsat for en måneds lang hadkampange efter spillets udgivelse, hvorunder hun modtog trusler om voldtægt og mord. Quinn dokumenterede den chikane, hun var udsat for og udtalte sig åbent om det i medierne, hvilket intensiverede chikanen. Blandt andet blev hendes adresse offentliggjort. Til sidst var hun nødt til at forlade sit hjem af frygt for sin sikkerhed.
Den bevægelse, der senere blev kendt som 'GamerGate', begyndte som en smædekampagne mod Quinn i august 2014. Kampagnen blev udløst af et blogindlæg skrevet af Quinns ekskæreste, Eron Gjoni, med titlen “the Zoë post”, der var en lang og detaljeret beskrivelse af deres forhold, som indeholdte kopier af parrets chats, emails og SMS-beskeder. Blogindlægget hævdede, i strid med sandheden, at Quinn havde fået en positiv anmeldelse af Depression Quest, på grund af en affære med videospilsanmelderen Nathan Grayson, som arbejdede for netpublikationen Kotaku. Grayson havde aldrig anmeldt Quinns spil og den eneste artikel, hvori han nævnte hendes navn, var skrevet før Quinn og Graysons forhold begyndte. Gjoni skrev senere en opdatering til sit oprindelige blogindlæg, hvor han indrømmede dette og skød skylden på en trykfejl.[kilde mangler] Ikke desto mindre blev der linket til blogindlægget fra internetformummet 4chan, hvilket ledte til en ny bølge af hetz mod Quinn.
I tiden efter Gjonis blogindlæg, blev Quinn og hendes familie udsat for omfattende, misogyn chikane. Deltagerne i hetzen mod Quinn samlede sig først om portmanteauet "Quinnspiracy”, og senere #gamergate hashtagget, som blev opfundet af skuespilleren Adam Baldwin. Journalisten Milo Yiannopoulos var med til at popularisere hashtagget gennem indlæg på den højreekstreme nyhedsside Breitbart News. Koordineringen af smædekampagnen via debatfora som Internet Relay Chat (IRC), 4chan og Reddit.

På under fire måneder modtog Quinn tusind gange flere trusler end før Gjonis blogindlæg. Til en konference udtalte hun: ”Jeg plejede at tage til gamer-events og føle, at jeg var kommet hjem (…) Nu tænker jeg bare: er der mon nogen af dem i lokalet, som har sagt, at de havde lyst til at tæve mig ihjel?” Gennem kampangen blev hun udsat for doxing, hacking af sine konti på Tumblr, Dropbox, og Skype, trusler om voldtægt og dødstrusler. Quinn har senere beskrevet smædekampagnen som lig med en heksejagt.

### Anita Sarkeesian ogTropes vs. Women in Video Games
I løbet af 2014 udviddede kampagnen sig og indbefattede nu også den prominente, feministiske kulturkritiker Anita Sarkeesian. Sarkeesian havde tidligere været udsat for internetchikane, som reaktion på videoserien ved navnet "Tropes vs. Women in Video Games", hvori hun analyserede, hvordan kvinder portræteres i videospil. Efter at have udgivet en episode 24. august 2014, modtog Sarkeesian på ny dødstrusler og trusler om voldtægt, og hendes adresse, samt andre personlige oplysninger, blev offentliggjort. På grund af dette måtte hun flygte fra sit hjem.
Sarkeesian var nødt til at aflyse et foredrag på at Utah State University (USU) i oktober 2014, da skolen havde modtaget tre anonyme trusler, hvoraf én hævdede at være forbundet til GamerGate. I den første af de tre trusler forlød det, at der ville være et angreb på foredragets publikum, såvel som de ansatte og studerende i skolens nærliggende center for kvindestudier. Derudover henviste truslen også til École Polytechnique-Massakren i 1989, som var et antifeministisk masseskyderi. I New York Times blev truslerne omtalt som: ”det mest giftige eksempel på et flere ugers langt forsøg på at diskreditere og intimidere kritikere af den mandsdominerede spilindustri og dens kultur.” FBI efterforskede truslerne mod USU, men kunne ikke endegyldigt identificere afsenderne.

### Brianna Wu
I midten af oktober 2014 fik Brianna Wu, spiludvikler og medstifter af videospilsfirmaet Giant Spacecat, sin adresse og andre personlige oplysninger offentliggjort på 8chan, som hævn for at have latterliggjort GamerGate. Derudover modtog Wu også døds- og voldtægtstrusler på Twitter, samt andre platforme. Af denne årsag var Wu nødt til at forlade sit hjem. Efter den indledende strøm af trusler i 2014, kunne Wu dokumentere, at hun havde modtaget yderligere 45 dødstrusler frem til april 2015.[kilde mangler]
Wu lovede en dusør på 11.000 USD for oplysninger, der kunne føre til en domfældelse over dem, der udsatte hende for chikane. Derudover dannede hun også en juridisk fond, der skulle hjælpe andre der blev udsat for internet-chikane. Frem til april 2016 fortsatte Wu med at modtage så mange trusler, at hun hyrede fuldtidsansat personale til at registrere og dokumentere truslerne.

### Andre ofre for GamerGate-bevægelsen
Kort efter GamerGate-hashtagget blev lanceret i 2014, fik spiludvikler Phil Fish sine personlige oplysninger og adgangskoder offentliggjort, som hævn for at have forsvaret Quinn. Fortrolige dokumenter om Fishs virksomhed Polytron var blandt de offentliggjorte oplysninger. Fish kaldte situationen uacceptabel, satte firmaet til salg og forlod spilindustrien. ”Det er ikke det værd”, udtalte han.
Samme år udgav skuespilleren Felicia Day et blogindlæg om sin bekymring over GamerGate og frygten for hævn, hvis hun skrev kritisk om bevægelsen. Kort tid derefter blev hendes adresse og telefonnummer offentliggjort på nettet, og hun begyndte at modtage chikanerende breve og telefonopkald. I samme periode skrev skuespilleren Wil Wheaton og tidligere NFL-spiller Chris Kluwe også kritisk om bevægelsen. Efterfølgende undrede komiker Stephen Colbert sig i et indlæg af The Colbert Report over, hvorfor Kluwe ikke modtog trusler fra bevægelsen og udpegede, at bevægelsens ofre nærmest uden undtagelse var kvinder.
I starten af 2015 blev to kritikere udsat for ”swatting” – falske opkald til et alarmberedskab med formålet at få et SWAT-team af betjente til at møde op på adressen. The Guardian rapporterede, at begge tilfælde af swatting blev organiseret via ”baphomet”, som er et forum på 8chan.
Nogle, der har identificeret sig som tilhængere af GamerGate, hævder også at være blevet chikaneret. Youtuberen Steven "Boogie2988" Williams hævder at have modtaget en kommentar på en af sine videoer, hvori hans adresse blev nævnt sammen med en dødstrussel mod hans hustru.[kilde mangler] I et interview på BBC Three, udtalte GamerGate-tilhængeren John Bain – med alias TotalBiscuit på YouTube – at han har modtaget dødstrusler fra anonyme, der var uenige med ham. Forud for et planlagt møde for GamerGate tilhængere i Washington D.C. blev der udsendt en bombetrussel via Twitter, og bygningen måtte evakueres.

## GamerGates indretning og koordination
GamerGate-bevægelsen blev mestendels organiseret via anonyme internetfora såsom 4chan, 8chan, og Reddit, herunder Reddit-forummet, KotakuInAction. Nyhedssiden Ars Technica rapporterede, at det – ud fra en række 4chan logfiler – fremgik, at der var blevet benyttet falske Twitter-profiler til at udbrede #gamergate hashtagget. Andre har ligeledes konkluderet, at den tidligere bevægelse gjorde brug af astroturfinga til at sprede anklagerne mod Zoë Quinn til et bredere publikum.